# Urusei Yatsura
Urusei Yatsura (jap. うる星やつら) ist eine Manga-Serie von Rumiko Takahashi und erschien in Japan 1978 bis 1987. Von 1981 bis 1986 wurden 195 Folgen des gleichnamigen Animes produziert, zusätzlich gibt es mehrere OVAs und Specials, sechs Kinofilme, mehrere Konsolenspiele, 4 Pachinko- und 2 Pachi-Spielmaschinen. Seit dem 13. Oktober 2022 läuft eine neue Adaption der Animeserie.
Die Serie behandelt in Kurzgeschichten mit losem Zusammenhang das Schicksal von Ataru, in den sich die außerirdische Prinzessin Lum verliebt. Immer weitere Außerirdische und Menschen kommen hinzu, die in einen der beiden verliebt sind oder anders zu ihm in Beziehung stehen und so stetig neue Konflikte erzeugen. Das Werk ist in die Genres Comedy, Romantik und Science-Fiction einzuordnen.

## Titel
Urusei Yatsura ist ein japanischer Kalauer. Den geschriebenen Titel würde man als „Die da vom Planeten Uru“ übersetzen. Urusei ist ein Wortspiel mit den Worten Urusai („lästig“, „nervig“) und sei (星, „Planet“). Yatsura ist die Pluralform von Yatsu (jap.: 奴), einer sehr respektlosen Form des Pronomens der dritten Person. Ins Deutsche übertragen käme in etwa: Die da, die Penner oder die Spinner dabei heraus. Damit kann der Titel wie folgt übersetzt werden:
- „Die Außerirdischen vom Planeten Uru!“
- „Die da vom Planeten Uru!“
- „Diese abscheulichen Außerirdischen“ (entsprechend auch die englische Übersetzung des Titels: „Those Obnoxious Aliens“)

## Inhalt
Der Oberschüler und Schürzenjäger Ataru aus dem Tokioter Stadtteil Tomobiki wird von Mr Invader (dt.: Herr Eindringling) auf Grund seiner „besonderen Fähigkeiten in Bezug auf Frauen“ dazu auserkoren, in einem mehrtägigen Wettstreit mit seiner Tochter Lum um die Erde zu kämpfen. Ataru siegt, wenn es ihm gelingt, Lum bei ihren Hörnern zu packen, sollte er verlieren, so würde die Erde an die Außerirdischen fallen.
Anfangs sieht es für ihn schlecht aus, da Lum die Fähigkeit hat zu fliegen. Shinobu, die zu dem Zeitpunkt die feste Freundin von Ataru ist, bietet am Abend vor dem letzten und entscheidenden Wettkampftag an, ihn zu heiraten, sollte er dennoch gewinnen. Schließlich gelingt es Ataru doch zu gewinnen und er freut sich, dass er Shinobu heiraten kann. Jedoch denkt Lum, er wolle sie heiraten und verliebt sich in ihn. Ataru aber hat wenig Interesse an ihr und läuft immer wieder anderen Mädchen nach. Lum, die sehr schnell eifersüchtig wird, bestraft ihn dann immer mit Blitzen. Nach kurzer Zeit wohnt sie auch bei seiner Familie, wie später auch ihr Cousin Jariten. Ataru und Ten streiten sich unaufhörlich und legen sein Zimmer immer wieder in Schutt und Asche.
Als Mendō Shūtaro, der reichste Jüngling Japans, das erste Mal zur Schule kommt, bekommt er aus Versehen einen Tisch an den Kopf geknallt, der wie üblich von Shinobu geworfen wurde, als sie einen ihrer Wutanfälle hatte. Danach ist sie ihm sofort verfallen. Er interessiert sich jedoch nur für Lum. Er und Ataru werden Rivalen wegen Shūtaros Zuneigung zu Lum und ihrer Treue zu Ataru. All das wird noch komplizierter, als noch mehr Charaktere in das Liebesdreieck einsteigen.

## Charaktere

### Ataru Moroboshi
Moroboshi Ataru (諸星 あたる, „Von allen/verschiedenen Sternen/Sternschnuppen getroffen“) ist die Hauptfigur. Mit Beginn der Geschichte Urusei Yatsura ist er 17 Jahre alt und geht in die Klasse 2–4 der Tomobiki-Oberschule. Er ist ein Schürzenjäger und gilt als Pechvogel, der alles Unheil anzieht. Schon als Kind zeigte er offen lüsterne Tendenzen, war jedoch bereits mit Shinobu befreundet, die trotz allem später auch seine feste Freundin wurde. Wann immer er ein hübsches Mädchen oder eine gut aussehende Frau sieht, erscheint er direkt vor ihr und fragt sie nach ihrer Adresse und Telefonnummer, hat dabei jedoch so gut wie nie Erfolg. Zudem versucht er besonders gut gebaute Frauen zu begrapschen. Dabei ist er zielstrebig, hartnäckig und geschwind. Lediglich von Lum, seiner „Verlobten“, lässt er die Finger und behandelt sie meist wie eine Unerwünschte. Jedoch zeigt sich ab und zu, dass er sie liebt und dass er auch sonst tief im Inneren ein guter Mensch ist, hilfsbereit, selbstlos und ehrlich.

### Lum Invader
Lum Invader (ラム•インベーダー) ist eine außerirdische Prinzessin, Tochter von Herr Invader, der die Erde erobern wollte, jedoch an Ataru scheiterte. Auch sie ist 17 Jahre alt und geht, wie ihr Verlobter Ataru, in die Klasse 2–4 der Tomobiki-Oberschule. Sie liebt Ataru, obwohl er immer anderen Mädchen hinterher rennt. Dabei wird sie schnell eifersüchtig und ist allgemein sehr temperamentvoll und jähzornig. Wie ihre Artgenossen kann sie fliegen und hat eine persönliche Spezialfähigkeit, in ihrem Fall die Erzeugung von Blitzen oder elektrischen Entladungen. Diese steht oft im Zusammenhang mit starken Emotionen, sowohl Ärger, wenn zum Beispiel Ataru anderen Mädchen nachstellt, aber auch in Momenten großen Glücks. Auch im Schlaf „entlädt“ sie sich immer wieder. Ansonsten ist sie ein nettes, fröhliches und aufgewecktes Mädchen und bei ihren Klassenkameraden sehr beliebt. Sie wohnt in Atarus Zimmer, wenn sie auch normalerweise entweder mit Jariten im Kleiderschrank oder ihrem Raumschiff schläft.
Ein weiterer Aspekt, den sie mit ihren Artgenossen teilt, ist das Tigermuster ihrer Kleidung, die häufige Darstellung von Oni. Sie trägt dabei einen zweiteiligen Bikini mit trägerlosem Oberteil sowie kniehohe Stiefel ohne Absätze. Wenn sie zur Schule geht, trägt sie die Schuluniform der Tomobiki-Oberschule. Des Weiteren hat sie langes türkisfarbenes Haar, spitze Ohren und zwei kleine Hörner auf dem Kopf. Auch hat sie eine starke Abneigung gegen Knoblauch und wird, wie auch Ten, betrunken, wenn sie Umeboshi isst. Sie spricht die Muttersprache ihres Oniplaneten, kann aber, wie auch ihr Vater, fließend Japanisch sprechen.
Ihr Erscheinungsbild und auch der Name sind dem Bikinimodel Agnes Lum nachempfunden.

### Shinobu
Miyake Shinobu (三宅 しのぶ) ist mit Ataru seit früher Kindheit befreundet und bis zu dem Missverständnis, welches zur Verlobung von Ataru und Lum geführt hat, auch seine Geliebte. Sie geht auch in die gleiche Klasse wie Ataru und Lum. Normalerweise ist sie sehr ruhig, auch hilfsbereit und hilft Schwächeren. Jedoch entwickelt sie übermenschliche Kräfte, wenn sie wütend ist, und wirft mit Tischen um sich. Nach dem Zwischenfall mit Ataru und Lum am Anfang der Serie ist sie zunächst sehr eifersüchtig, da sie immer noch Gefühle für Ataru hat. Jedoch ändert sich das schlagartig, als Mendō Shūtarō anfängt die Klasse 2–4 zu besuchen. Seither ist sie in ihn verliebt, manchmal aber zwischen beiden noch unentschieden, da Ataru auch immer wieder hinter ihr her ist. Ansonsten ist ihr Charakter sehr aufrichtig.

### Mendō Shūtarō
Mendō Shūtarō (面堂 終太郎) ist der Spross und Erbe des Mendō-Clans, des größten und mächtigsten Zaibatsu Japans, mit eigener Armee und im Besitz von 51 % von ganz Japan. Er ist 17 Jahre alt, hat am 1. April Geburtstag und geht wie Ataru in die Klasse 2–4. Er ist gut aussehend, sportlich, talentiert und attraktiv, sodass die Mädchen seiner Klasse bei seinem Anblick oft in Ohnmacht fallen. Trotz seiner aristokratischen Art ist er Ataru in Bezug auf Frauen sehr ähnlich. Andererseits ist er auch extrem arrogant, selbstherrlich, hochnäsig und angeberisch. Bald ist er von Lum besessen, sieht in Ataru seinen Rivalen und versucht, Lum vor allem mit Hilfe seines Geldes für sich zu gewinnen. Manchmal greift er Ataru auch mit einem legendären Katana an, das dieser jedoch mit bloßen Händen aufhalten kann. Schließlich wird er durch seine Eltern mit Mizunokōji Asuka verlobt, der Tochter eines Clans, der ähnlich wohlhabend ist wie die Mendōs. Zunächst widerstrebend akzeptiert er sein Schicksal, nachdem er sie ohne ihre Rüstung gesehen hat.
Shūtarō leidet unter unheilbarer Nyktophobie und Klaustrophobie. Wird er jedoch von einem hübschen Mädchen (trotz der Dunkelheit) beobachtet, wird er schlagartig ruhig. Des Weiteren entwickelt er in Paniksituationen unglaubliche Kraft, die es ihm möglich macht, sich daraus zu befreien. Diese Kraft verdankt er einem fehlgeschlagenen Versuch, diese Phobien zu überwinden.
Auch sein Name ist ein Wortspiel. Mendō kann auch Problem (jap. 面倒, engl. trouble) bedeuten. Verbunden mit seinem Vornamen, erhält man dann Troubleshooter (Problemlöser) – obwohl das seinem eigentlichen Charakter als Problememacher entgegensteht.

### Jariten
Jariten (ジャリテン, in etwa „Die Göre Ten“) oder einfach Ten ist der Cousin von Lum. Er kam mit seiner Raumkapsel zur Erde, um sich den neuen Verlobten von Lum anzusehen. Dabei befindet er Ataru sofort als völlig ungeeignet und versucht Lum davon zu überzeugen Ataru zu verlassen.
Ten ist klein und pummelig. Er hat wie seine Artgenossen türkisfarbenes Haar. Außerdem hat er ein einzelnes kleines Horn auf dem Kopf und trägt eine Windel mit Tigermuster. Des Weiteren kann er auch fliegen, wenn auch nur sehr langsam und mühselig, und Feuer speien. Seine Mutter, die Schwester von Lums Mutter, vom Beruf Feuerwehrfrau, kann das überhaupt nicht leiden. Sie droht mit drakonischen Strafen für jeden Brandstifter oder jeden, der rücksichtslos mit Feuer spielt. Jedoch ist sie selten anwesend und Ten setzt seine Fähigkeit häufig ein, vor allem gegen Ataru. Der schützt sich meist mit einer Pfanne oder einer Feuerglocke, die er von Tens Mutter bekommen hat. Er schläft oft mit Lum entweder in Atarus Kleiderschrank oder in Lums Raumschiff.
Jariten ist nicht von Grund auf böse, jedoch oft egoistisch. Wenn er versucht, seine Langeweile zu zerstreuen, stört er oft alle anderen. Er setzt sein kindliches Äußeres oft ein, um von Mädchen und Frauen bevorteilt zu werden. Für Männer ist er ein nervtötender Störenfried und allseits unbeliebt und unerwünscht. Ten freundet sich auf der Erde mit Sakura an, in die er unglücklich verliebt ist. Zusätzlich ist er mit Kintaro, einem Knaben, den er vom Kindergartenraumschiff kennt, befreundet und auch Kotatsu-Neko kann ihn gut leiden. Zu seinen Feinden zählen auch Atarus männliche Klassenkameraden und der Kater Torajima.

### Sakurambō
Sakurambō (錯乱坊, in etwa „verwirrter/verrückter Mönch“) meist Cherry (チェリー) (abgeleitet vom japanischen Wort für Kirsche: さくらんぼう, ebenfalls Sakurambō) genannt ist ein uralter buddhistischer Mönch, der immer dann auftaucht, wenn man ihn am wenigsten erwartet. Er ist von kleiner Gestalt, mit kurzen Armen und Beinen und hat eine Glatze, ist ärmlich gekleidet, trägt Geta und hat stets seinen Rosenkranz dabei. Sein Domizil ist ein Zelt auf einer unbebauten Parzelle in der Stadt und seine Mahlzeiten bestehen üblicherweise aus Reis und einem mageren Fisch, den er über einer Tonne mit Feuer grillt oder einer Suppe aus Resten. Jedoch lässt er keine Gelegenheit aus, sich auf Kosten anderer vollzustopfen. Trotz seiner kleinen Marotten ist Cherry ein guter Mensch, sehr hilfsbereit, mitfühlend. Sein Erscheinen verursacht dennoch oft Probleme. Er besitzt eine enorme Spiritualität und einen starken Sinn für paranormale Phänomene. Am Anfang der Geschichte stellt er das besondere Pech Atarus heraus. Sofort schlägt ein Blitz an seinem Standort ein. Ein Ereignis, das stets stattfindet, wenn Cherry sich über jenes Pech äußert.
Cherrys Schwester, die ihm äußerlich sehr ähnelt, ist eine Miko. Ihre Tochter Sakura (サクラ) ähnelt den beiden gar nicht und ist sehr attraktiv. Sie ist die Schulkrankenschwester in Atarus Schule und eine Miko in einem Shintō-Schrein. Ataru und andere Jungs der Schule sind laufend hinter ihr her. Wie ihr Onkel hat sie auch eine ungeheure spirituelle Kraft und einen gesunden Appetit.

## Tomobiki
Tomobiki (友引, „Freunde mitziehen“) ist ein fiktiver Stadtteil von Tokio. Der Ort selbst soll, wie Furinkan aus Ranma ½, im Tokioter Sonderbezirk Nerima liegen. Er ist der Herkunftsort von Ataru und überwiegend Schauplatz der Geschichte. Der Name stammt aus dem japanischen buddhistischen Kalender. Er bedeutet, dass an diesem speziellen Tag das Glück (oder Pech) von jemandem auf eine andere Person übertragen wird.
Die Tomobiki-Oberschule ist die einzige ihrer Art in dem Ort. Es ist auch die Schule, die von Ataru, Lum, Shinobu, Shūtaro und vielen anderen Charakteren der Serie besucht wird. Sie ist Schauplatz besonders vieler Ereignisse, die nicht selten in Katastrophen münden. Weitere wichtige Personen der Schule sind Onsen-Mark, der Klassenlehrer von Ataru, sowie der Direktor und nicht zuletzt auch Sakura, die neben ihrer Tätigkeit als Exorzistin im Schrein auch Krankenschwester der Krankenstation der Schule ist. Der Erzrivale der Tomobiki-Oberschule ist die Butsumetsu (dt. Buddhas Tod) Oberschule aus einer Nachbargemeinde.

## Konzeption und Analyse
Die Serie, vor allem eine romantische Komödie, beinhaltet Humor von Slapstick bis zu Wortspielen und Parodien. Viele Figuren und Gegebenheiten der Serie basieren auf der japanischen Folklore und dem Shintō. Die Außerirdischen sind ihn ihrem Aussehen den Oni entlehnt, japanischen Monstern mit Hörnern und gekleidet in Tigerfell. In vielen Geschichten jagen diese die Menschen, um sie zu fressen oder aus sexuellem Begehren. In Urusei Yatsura werden diese Gestalten mit Elementen der Moderne gemischt. Auch Kappa, Tengu, Yuki-onna und andere treten auf. Dabei sind diese eher traditionellen Figuren und Elemente wesentlich häufiger als Science-Fiction-typische, obwohl Aliens das Thema der Serie sind.
Susan Napier sieht in der Serie vor allem die festlichen Brauchtümer (festival mode) der japanischen Kultur vertreten, insbesondere durch die weiblichen Charaktere wie Lum. Dabei bricht die Serie in Figuren wie Lum und Ataru traditionelle Rollenverteilungen auf. Lum ist als Tochter unabhängig und weit entfernt von der nur passiven Frau und Geliebten. Dies geschieht auch bei anderen romantischen Komödien und verursacht ein Chaos, eine Entfremdung von der normalen Welt der Oberschule, das die Serie bestimmt. Die Beziehung zwischen Ataru und Lum sieht Napier auch als Parodie des Verhältnisses zwischen Ehepartnern in Japan. Der Mann geht oft aus und hat auch viel Umgang mit anderen Frauen, während die Ehefrau sich zu Hause um die Familie kümmert, eifersüchtig doch zurückhaltend. Allerdings entspricht Lum mit ihrer offenen, bisweilen jähzornigen Art nicht ganz diesem Klischee. Jedoch vergibt sie Ataru schnell und verfällt oft in die Rolle der fürsorglichen Ehefrau, Ataru in eine kindliche Anhängigkeit versetzend. Lum symbolisiert, in diesen teils widersprüchlichen Eigenschaften, die Rolle der Frau in der japanischen Gesellschaft der 1970er Jahre, die sich zwischen traditionellem Frauenbild und Feminismus befand. Lums übernatürliche Kräfte und das von ihr verursachte Chaos können dabei auch für die gesellschaftliche Unruhe und Ängste stehen, die im Zuge dieser Veränderung des Rollenbildes entstand. Auch viele andere Frauen in Urusei Yatsura sind unabhängig und emanzipiert, haben teils mächtige Rollen wie die von Göttinnen oder Magierinnen inne. Ataru, der sie begehrt, wird meist von ihnen zurück- und an seinen Platz verwiesen. Atarus Mutter wünscht sich wegen all der Unordnung oft, ihr Sohn wäre nie geboren worden, anstatt ihn fürsorglich zu unterstützen, wie es die Tradition verlangen würde. Daneben erfahren auch die nachbarschaftlichen Beziehungen eine Entfremdung, wenn offen Aggressivität zwischen den Nachbarn ausgelebt wird. Bei aller Entfremdung bleiben manche Rollen bestehen, so ist es trotz allem Chaos Atarus Mutter die das Essen kocht, und Lum liebt Ataru geradezu bedingungslos.
Die Serie beinhaltet auch Einflüsse aus der US-amerikanischen Serie Bewitched, die in den 1970er Jahren in Japan populär war und auch von Rumiko Takahashi gesehen wurde. So ist auch Lums Bezeichnung Darling für Ataru auf diesen Einfluss zurückzuführen. Im Unterschied zu diesen Serien aber enden die Folgen von Urusei Yatsura nicht in einer Lösung der Probleme, sondern im Chaos. Dieses Erleben des ungebändigten Chaos zum Ende jeder Episode macht nach Susan Napier ganz besonders den Charakter der Serie aus.

## Veröffentlichungen

### Manga
Urusei Yatsura erschien in Japan von 1978 bis 1987 in Einzelkapiteln im Manga-Magazin Shōnen Sunday des Shōgakukan-Verlags. Diese Einzelkapitel wurden auch in insgesamt in 11 Kapiteln unter 34 Sammelbänden in Tankōbon-Ausgabe zwischen 1980 und März 1987 zusammengefasst. Nach dem 10-jährigen Jubiläum der Serie wurde zwischen Juni 1989 bis August 1998 in eine 15-bändige Wideban-Ausgabe mit insg. 25 Kapiteln pro Band zusammengefasst.
Zwischen August 1998 bis Dezember 1999 wurde dann eine 17-bändige Bunkoban-Ausgabe veröffentlicht und enthält ein Vorwort von anderen Mangakas. Eine „My First Big“-Edition wurde zwischen Juni 2000 bis September 2004 gedruckt. Diese Ausgabe ist mit den Tankōbon vergleichbar, mit dem Unterschied, dass das Papier von niedriger Qualität und günstiger war. Danach wurde zwischen 17. November 2006 bis 18. März 2008 eine Neuauflage (Shinsōban) veröffentlicht. Diese hatte im Vergleich zu den Tankōbon ein neues Cover-Artwork und eine Liste ihrer Zeichnungen von anderen Mangakünstlern. Seit Juni 2010 ist der Manga auch als iPhone-Version bei Shōnen Sunday erhältlich.
In den USA hat Viz 1989 einige Mangakapiteln unter den Namen Lum * Urusei Yatsura und später The Return of Lum * Urusei Yatsura veröffentlicht, wurde jedoch mangels Erfolg abgebrochen. Glènat veröffentlichte eine spanische und eine französische Übersetzung.

### Animeserie
Urusei Yatsura wurde als Fernsehserie von Kitty Film produziert, aber zuerst von Studio Pierrot und dann ab Folge 107 bzw. Kapitel 130 von Studio Deen animiert. Insgesamt wurden 195 Folgen umgesetzt und ein Special zwischen der 21. und 22. Folge. Bis inklusive diesem Special enthielt jede Folge 2 Kapitel die mit Ausnahme der Folgen 10 und 11 je eine Geschichte erzählten. Dadurch ergeben sich 218 Kapitel die ebenfalls gelegentlich als Folgenanzahl angegeben werden. Bis Folge 106 übernahm Mamoru Oshii die Regie, später löste Kazuo Yamazaki ihn ab.
Es erschien außerdem eine begrenzte Laserdisc-Sammlung der 195 Folgen, 5 Kinofilme und 9 OVAs, die für 330.000 Yen innerhalb von zwei Wochen ausverkauft war.
Mehrfach wurde die Serie auf lokalen japanischen TV-Sender wiederholt. Am 6. Februar 2013 strahlte der japanische TV-Sender Kids Station Urusei Yatsura erstmals in der HD-Fassung aus.
AnimEigo hatte die Animeserie in den USA von 1992 bis 30. September 2011 lizenziert. Sie erschien vollständig auf Englisch untertitelt, zuerst auf VHS und Laserdisc unvollendet, bei der anschließende Neuveröffentlichung von 27. März 2001 bis 20. Juni 2006 auf DVD vollständig. Aufgrund der sehr vielen japanischen Wortspielen und Begriffe, die sich in eine andere Sprache kaum richtig übersetzen lassen, legte man bei der Veröffentlichung eine Erklärung dazu bei. Zur Feier des 90. Jubiläums von Shogakukan und des 35. Arbeitsjubiläums von Rumiko Takahashi wird in Japan die TV-Serie auf Blu-ray neu veröffentlicht in 4 Boxen.
Anfang Januar 2022 wurde eine neue Anime-Adaption mit neuen Synchronsprechern angekündigt, die bei David Production produziert und seit dem 13. Oktober 2022 in Japan ausgestrahlt wird. In Deutschland hat Peppermint Anime die Rechte für den Simulcast gesichert und strahlte diese auf der Plattform AkibaPass aus. Am 19. April 2024 und 21. Juni 2024 wurden die ersten 23 Folgen auf Blu-ray mit deutsche Synchronisation veröffentlicht.

#### Synchronsprecher
| Rolle              | Japanischer Sprecher (Seiyū) | Japanische Sprecher (ab 2022) | Deutsche Sprecher  |
| ------------------ | ---------------------------- | ----------------------------- | ------------------ |
| Ataru Moroboshi    | Toshio Furukawa              | Hiroshi Kamiya                | Benjamin Mereis    |
| Lum Invader        | Fumi Hirano                  | Sumire Uesaka                 | Angelina Markiefka |
| Shinobu Miyake     | Saeko Shimazu                | Maaya Uchida                  | Paulina Rümmelein  |
| Shūtarō Mendō      | Akira Kamiya                 | Mamoru Miyano                 | Xiduo Zhao         |
| Jariten/Ten        | Kazuko Sugiyama              | Aoi Yūki                      | Jana Dunja Gries   |
| Ryūnosuke Fujinami | Mayumi Tanaka                | Ayahi Takagaki                | Alina Freund       |
| Cherry/Sakurambō   | Ichirō Nagai                 | Wataru Takagi                 | Gerd Meyer         |
| Sakura             | Machiko Washio               | Miyuki Sawashiro              | Nicolle Gonsior    |
| Ran                | Yō Inoue Kazue Komiya        | Kana Hanazawa                 | Julia Bautz        |
| Benten             | Yūko Mita                    | Shizuka Ishigami              | Johanna Giraud     |
| Onsen-Mark         | Michihiro Ikemizu            | Kenta Miyake                  | Alexander Wohnhaas |
| Rei                | Tesshō Genda                 | Katsuyuki Konishi             | Christopher Kussin |

### Filme
Zwischen 1983 und 1991 entstanden sechs Anime-Kinofilme:
- Urusei Yatsura: Only You (うる星やつら オンリー・ユー, Urusei Yatsura: Onrī Yū), Kinostart in Japan am 13. Februar 1983, Länge 110 Minuten, Studio Pierrot
- Urusei Yatsura 2: Beautiful Dreamer (うる星やつら2 ビューティフルドリーマー, Urusei Yatsura 2: Byūtifuru Dorīmā), Kinostart in Japan am 11. Februar 1984, Länge 98 Minuten, Studio Pierrot in Zusammenarbeit mit Tōhō
- Urusei Yatsura 3: Remember My Love (うる星やつら3 リメンバー・マイ・ラヴ, Urusei Yatsura 3: Rimenbā Mai Ravu), Kinostart in Japan am 26. Januar 1985, Länge 90 Minuten, Studio Deen
- Urusei Yatsura 4: Lum the Forever (うる星やつら4 ラム・ザ・フォーエバー, Urusei Yatsura 4: Ramu za Fōebā), Kinostart in Japan am 22. Februar 1986, Länge 95 Minuten, Studio Deen
- Urusei Yatsura: Kanketsu-hen (うる星やつら 完結篇, Urusei Yatsura: Kanketsu-hen), Kinostart in Japan am 6. Februar 1988, Länge 98 Minuten, Magic Bus
- Urusei Yatsura: Itsudatte My Darling (うる星やつら いつだってマイ・ダーリン, Urusei Yatsura: Itsudatte Mai Dārin), fertiggestellt am 18. August 1991,[23] Länge 77 Minuten, Studio Madhouse

Die Filme wurden durch Tōhō vertrieben und von Kitty Film produziert, wobei die Animation durch die angegebenen Studios erfolgte. Später übernahm Pony Canyon die Verwertungsrechte für die Filme 1 und 3 bis 6.
Mit Urusei Yatsura: Kanketsu-hen endet die Serie offiziell. Es lief zusammen mit Maison Ikkoku: Kanket-suhen in den japanischen Kinos.
Anlässlich des 10. Jubiläum der Animeserie am 18. August 1991 in Budokan, wurde ein weiterer Film namens Urusei Yatsura: Itsudatte My Darling produziert. Der reguläre Kinostart in Japan erfolgte am 2. November 1991 als Double Feature zusammen mit dem Film Ranma ½ – Big Trouble in Nekonron, China.

### OVAs und Specials
Zahlreiche OVAs und Specials zu Urusei Yatsura sind in Japan erschienen. Eins davon ist bereits im TV ausgestrahlt worden.
- TV-Special: オールスター大進撃! / 修学旅行!くの一よ走れ
- Musikvideo: Love me more (ラブ・ミー・モア), erschienen in Japan am 25. Juli 1983
- Musikvideo: Chance on Love, erschienen in Japan am 1. Dezember 1984
- OVA: Ryōko no 9-gatsu no Ochakai (了子の９月のお茶会), erschienen in Japan am 24. September 1985
- Special: TV Titles (TVタイトルズ), erschienen in Japan am 21. November 1985
- Special: Making of Urusei Yatsura 4: Lum the Forever (メイキング・オブ・うる星やつら4 アニメ製作の実際), erschienen in Japan am 15. Februar 1986
- Special: Fan Convention Live '86 (フアン大会ライブ ’86), erschienen in Japan im Juni 1986
- Musikvideo: Symphony Urusei Yatsura, erschienen in Japan am 21. Juli 1986
- Special: Memorial Album: I'm the Shū-chan (メモリアル・アルバム アイム THE 終ちゃん, Memoriaru Arubamu: Aimu za Shū-chan), erschienen in Japan im Juni 1986
- OVA: Yume no Shikakenin, Inaba-kun Tōjō! Lum no Mirai wa Dōnaruccha!? (夢の仕掛人、因幡くん登場! ラムの未来はどうなるっちゃ!?), erschienen in Japan am 18. Juli 1987
- Special: Mata Aeru-ccha! Urusei Yatsura TV Yokoku Henshū (また逢えるっちゃ! うる星やつらTV 予告篇集), erschienen in Japan am 21. Juli 1988
- OVA: Ikare Sherbet (怒れシャーベット, Ikare Shābetto), erschienen in Japan am 8. August 1988
- OVA: Nagisa no Fiancé (渚のフィアンセ, Nagisa no Fianse), erschienen in Japan am 8. August 1988
- OVA: Denki Jikake no Oniwaban (電気仕掛けのお庭番), erschienen in Japan am 4. April 1989
- OVA: Tsuki ni Hoeru (月に吠える), erschienen in Japan am 4. April 1989
- OVA: Yagi-san to Cheese (ヤギさんとチーズ, Yagi-san to Chīzu), erschienen in Japan am 22. Juli 1989
- OVA: Heart o Tsukame (ハートをつかめ, Hāto o Tsukame), erschienen in Japan am 22. Juli 1989
- Special: Karaoke Music Parade (カラオケ・ミュージック・パレード), erschienen in Japan im November 1989
- OVA: Otome Bashika no Kyōfu (乙女ばしかの恐怖), erschienen in Japan am 21. Juni 1991[26]
- OVA: Reikon to Date (霊魂とデート, Reikon to Dēto), erschienen in Japan am 21. Juni 1991[27]
- Live-Special: Urusei Yatsura 10th Anniversary, Erstaufführung in Japan am 18. August 1991 in Budokan
- Special: 1994 Music Calendar, erschienen in Japan im Dezember 1993
- Special: Urusei Yatsura: The Shōgaibutsu Suiei Taikai (うる星やつら ザ・障害物水泳大会), Erstaufführung in Japan am 23. Dezember 2008 in Sendai

Urusei Yatsura: The Shōgaibutsu Suiei Taikai (うる星やつら ザ・障害物水泳大会), dt. „Urusei Yatsura: Das Hindernis-Schwimmsportfest“ wurde auf der Ausstellung It’s a Rumic World in Sendai erstaufgeführt. Diese Folge basiert auf den Mangakapiteln 242 und 243. Diese Folge ist zusammen mit ebenfalls einer neuen Folge von Ranma ½ und Inu Yasha, die auf der Ausstellung bereits im August gezeigt wurden, am 29. Januar 2010 als OVA inkl. mit einer Figur aus den drei Serien als limitierte DVD-Boxversion erschienen. Seit dem 20. Oktober 2010 ist der Kurzfilm auch einzeln als DVD und Blu-ray erscheinen.

### Musik
Für die Fernsehserie wurden sechs Vorspanntitel produziert:
1. Lum no Love Song (ラムのラブソング, „Lums Liebeslied“) von Yūko Matsutani
2. Dancing Star von Izumi Kobayashi
3. Pajama Jama Da! (パジャマ・じゃまだ!) von Kanako Narikiyo
4. Chance On Love von Cindy
5. Rock the Planet (ロック・ザ・プラネット) von Steffanie
6. Tonogata Gomen Asobase (殿方ごめん遊ばせ, „Meine Herren, ich bitte um Verzeihung“) von Shōko Minami

Es wurden außerdem 9 Abspannlieder produziert:
1. Uchū wa Taihen Da! (宇宙は大ヘンだ!, „Der Weltraum ist sehr seltsam!“) von Yūko Matsutani
2. Kokoro Bosoi na (心細いな, „Verlassen“) von Helen Sasano
3. Hoshizora Cycling (星空サイクリング, „Sternenhimmel-Radfahren“) von Virgin VS
4. I, I, You And Ai (I, I, You & 愛, „Ich, Ich, Du und Liebe“) von Izumi Kobayashi
5. Yume wa Love Me More (夢はLove me more, „[Mein] Traum ist ‚Liebe mich mehr‘“) von Izumi Kobayashi
6. Koi no Möbius (恋のメビウス) von Rittsu
7. Open Invitation von Cindy
8. Every Day von Steffanie
9. Good Luck – Towa yori Ai o Komete (Good Luck 〜永遠より愛をこめて〜, „Viel Glück – Von der Ewigkeit mit Liebe“) von Shōko Minami

Für die neue Fernsehserie kommt als Vorspann Aiue (アイウエ) und als Abspannlied Tokyo Shandy Rendezvous (トウキョウ・シャンディ・ランデヴ) von MAISONdes zum Einsatz.
Für die Kinofilme wurden folgende Titel- und Zwischenlieder produziert:
- Urusei Yatsura: Only You
  - Titel: I, I, You And Ai
  - Zwischenlied: Lum no Ballad (ラムのバラード, „Lums Ballade“) von Fumi Hirano, Hoshizora Cycling und Kagefumi no Waltz (影ふみのワルツ) von Shiori
- Urusei Yatsura 2: Beautiful Dreamer
  - Titel: Ai wa Boomerang (愛はブーメラン, „Liebe ist ein Bumerang“) von Yūko Matsutani
  - Zwischenlied: Rame-iro no Dream (ラメ色ドリーム) von Izumi Kobayashi
- Urusei Yatsura 3: Remember My Love
  - Vorspanntitel: Born To Be Free von Steffanie
  - Abspanntitel: Remember My Love von Steffanie
- Urusei Yatsura 4: Lum the Forever
  - Titel: Melancholy no Kiseki (メランコリーの軌跡, „melancholische Überbleibsel“) von Kayoko Matsunaga
- Urusei Yatsura: Kanketsu-hen
  - Titel: Suki, Kirai (好き☆嫌い, „Ich liebe dich, ich hasse dich“) von Hanako Asada
- Urusei Yatsura: Itsudatte My Darling
  - Titel: Begin the Kirei (BEGIN THE 綺麗) von UL-SAYS (from T.P.D)

Zudem wurden sehr viele Schallplatten-Alben veröffentlicht. Der erste Soundtrack war Music Capsule und wurde am 21. April 1982 veröffentlicht, gefolgt von Music Capsule 2, welches am 21. September 1983 veröffentlicht wurde. The Hit Parade wurde im Juli 1983 veröffentlicht und The Hit Parade 2 am 25. Mai 1985. Fumi Hirano, die Synchronsprecherin von Lum Invader, veröffentlicht ihr eigenes Album Fumi No Lum Song am 21. September 1985, mit ihrer eigenen Songversion. Dabei wurde die Popularität des Animes gezielt eingesetzt, um neue Lieder bekannt zu machen und zu verkaufen.

### Spiele
Folgende Spiele wurden in Japan bisher veröffentlicht:
- Urusei Yatsura: Lum no Wedding Bell (うる星やつらラムのウェディングベル) für Famicom, veröffentlicht am 23. Dezember 1986 von Jaleco
- Urusei Yatsura (うる星やつら) für Fujitsu FM-7, veröffentlicht im Jahr 1987 von Micro Cabin
- Urusei Yatsura: Koi no Survival Party für MSX computer (うる星やつら 恋のサバイバルパーチー), veröffentlicht im Jahr 1987 von Micro Cabin
- Urusei Yatsura: Stay With You (うる星やつら&ハドソンCD・ROM音楽付)[34] für den NEC PC Engine, veröffentlicht am 29. Juni 1990 von Hudson Soft inkl. eine optionale Musik-CD
- Urusei Yatsura: Miss Tomobiki o Chigase! (うる星やつらミス友引を探せ!)[35] für Nintendo Game Boy, veröffentlicht am 3. Juli 1992 von Yanoman
- Urusei Yatsura: My Dear Friends (うる星やつら~ディア マイ フレンズ)[36] für den Sega Mega-CD, veröffentlicht am 14. April 1994 von Game Arts
- CR Urusei Yatsura (CRうる星やつら)[37], veröffentlicht im Dezember 2001 von Okumura
- CR Urusei Yatsura 2 (CRうる星やつら2)[38], veröffentlicht im Januar 2005 von Okumura
- Urusei Yatsura: Endless Summer (うる星やつら エンドレスサマー)[39] für Nintendo DS, veröffentlicht am 20. November 2005 von Marvelous
- CR Urusei Yatsura 3 (CRうる星やつら3)[40], veröffentlicht im Mai 2007 von Okumura
- Urusei Yatsura Pachi, veröffentlicht im Mai 2007 von Ginza
- Urusei Yatsura 2 Pachi-Slot (パチスロうる星やつら2)[41], veröffentlicht im Juli 2009 von Sammy
- Urusei Yatsura 4 Pachinko: Forever Love (うる星やつら4 奥村遊機)[42], veröffentlicht am 7. März 2011 von Okumura

## Erfolg und Rezeption
Die Bände des Mangas verkauften sich in Japan insgesamt über 22 Millionen Mal. Rumiko Takahashi erhielt 1981 für Urusei Yatsura den 26. Shōgakukan-Manga-Preis in den Kategorien Shōnen/Shōjo. 1987 erhielt sie den 18. Seiun-Preis für Urusei Yatsura. Auch der Anime war in Japan sehr populär und erfolgreich. Die Serie ist die erste mit einem Magical Girlfriend, einer übernatürlich begabten Geliebten des Protagonisten, deren Beziehung zu ihm die wesentlichen Konflikte der Handlung verursacht.
Urusei Yatsura war eine der bedeutenden Serien in der frühen US-amerikanischen Anime- und Manga-Fanszene und bereitete den Weg für später veröffentlichte Filme und Serien. So war eine von Toren V. Smith 1985 erstellte Übersetzung des Textes vom ersten Band, die erste derartige Fan-Produktion in den USA. In den folgenden Jahren starteten Magazine und Internetangebote, die sich mit Urusei Yatsura beschäftigten. Der Anime kam über den Tausch von Videoaufnahmen zwischen amerikanischen und japanischen Clubs in die USA. Fred Patten nennt die Serie eine Teen-Comedy mit Elementen aus Archie, Bezaubernde Jeannie und Supergirl. Sie sei jedoch, statt einer Science-Fiction-Serie, eher eine Fantasy-Sitcom mit stark ausgearbeiteten Charakteren.
Laut Anime Guide verbirgt sich hinter der verrückten Geschichte mit abgedrehten Charakteren die eigentliche Handlung um eine sich entwickelnde Beziehung zwischen Ataru und Lum. Dabei sei gerade der ganz normale Ataru eher ein Versagertyp, in den sich doch eine attraktive Frau wie Lum verliebt, die Figur die zu einer berührenden Geschichte verhilft, mit der viele sich und ihre Träume identifizieren könnten.